# گاتویک اکسپرس
گاتویک اکسپرس (انگلیسی: Gatwick Express) یک سیستم حمل‌ونقل ریلی مابین ایستگاه ویکتوریا لندن و فرودگاه گاتویک است که توسط شرکتی به همین نام اداره می‌شود.
این خط که دارای ۸ ایستگاه می‌باشد ۴۳٫۳ کیلومتر طول دارد و در سال ۱۹۸۴ تأسیس شده‌است.

## نگارخانه

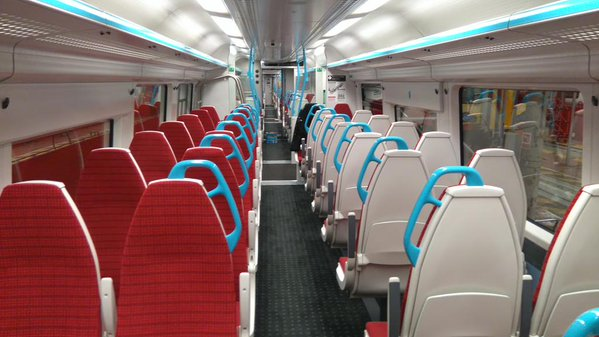
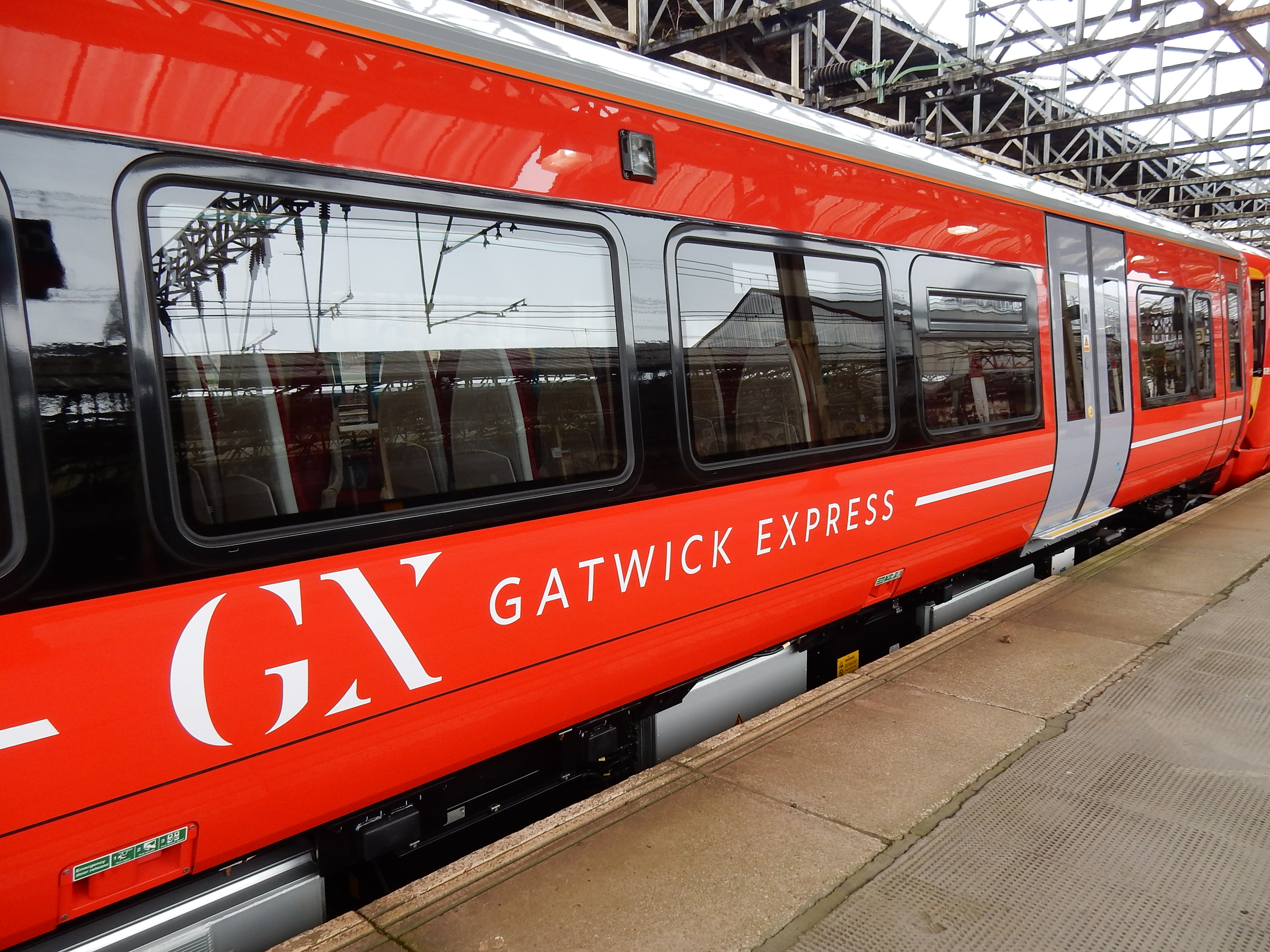